# Fazenda Buriti (Chapada dos Guimarães)
Fazenda Buriti é um bem tombado localizado no município de Chapada dos Guimarães no Mato Grosso. Foi à primeira fazenda de cana do estado de Mato Grosso.
A fazenda conta com um casarão construído ainda no ano de 1929, uma roda d’água e uma capela protestante edificada em 1958, além de várias casas com aparente construção no início do século XX. Foi aberta por Antônio de Almeida Lara, mesmo sendo proibido abrir fazendas em região de garimpo naquela época.